# William J. Ripple
Pour les articles homonymes, voir Ripple.
William J. Ripple, né le 10 mars 1952, est un écologue américain. Il enseigne à l'université d'État de l'Oregon, département des écosystèmes et de la société forestière. 

## Recherches universitaires
Il est d'abord connu pour ses recherches sur les cascades trophiques terrestres, en particulier sur le rôle du loup gris (Canis lupus) en Amérique du Nord en tant que prédateur de tête et espèce clé qui façonne les réseaux trophiques et les structures du paysage par des pressions «descendantes».
Ripple dirige le programme Trophic Cascades de l'université d'État de l'Oregon, qui mène plusieurs initiatives de recherche telles que le projet Aspen, le projet Wolves in Nature et le projet Range Contractions. Il est titulaire d'un doctorat de l'université d'État de l'Oregon.

## Appels des scientifiques sur l'urgence climatique
Ripple est l'auteur principal du World Scientists' Warning to Humanity: A Second Notice (traduisible en français par : « Avertissement des scientifiques du monde à l'humanité : un deuxième avis »), publié le 13 novembre 2017. Cet article inclut 15 364 cosignataires scientifiques de 184 pays. L'article suggère que « pour prévenir la misère généralisée et la perte catastrophique de biodiversité, l'humanité doit mettre en œuvre une alternative plus durable du point de vue de l'environnement aux activités habituelles ». 
Il est également le promoteur de l'appel du 5 novembre 2019, réitérant celui de 2017, où il propose six directions d'actions pour atténuer l'impact de la crise climatique ; ce nouvel appel est cosigné par 11 258 scientifiques sur 153 pays : « Nous, scientifiques, avons l'obligation morale d'avertir clairement l'Humanité de toute menace catastrophique. Dans cet article, nous présentons une série de signes graphiques essentiels du changement climatique au cous des 40 dernières années […]. »